# Una settimana di vacanza
Una settimana di vacanza (Une semaine de vacances) è un film del 1980 diretto da Bertrand Tavernier.
È stato presentato tra i film in concorso alla 33ª edizione del Festival di Cannes.

## Trama
Laurence è una giovane insegnante di Lione che decide di prendersi una vacanza di una settimana. Sarà l'occasione per riflettere sul suo lavoro e la sua vita personale.

## Produzione

### Riprese
Il film è stato girato interamente a Lione. Tra le location, il liceo Édouard-Herriot di Place Edgar Quinet, il Parco della Tête d'Or, la Rue Émile-Zola e la Voûte d'Ainay.

## Distribuzione
Il film venne distribuito nelle sale cinematografiche francesi a partire dal 2 giugno 1980. Nel mese di ottobre venne proiettato al Chicago International Film Festival.

### Date di uscita
- Francia (Une semaine de vacances) - 2 giugno 1980
- Belgio (Een week vakantie) - 28 maggio 1981
- Finlandia (Lomaviikko) - 26 marzo 1982
- USA (A Week's Vacation) - 28 marzo 1982
- Australia (A Week's Vacation) - 10 febbraio 1983
- Portogallo (Uma Semana de Férias) - 15 aprile 1983

## Accoglienza

### Incassi
Il film incassò in Francia 952.352 franchi.

## Riconoscimenti
- 1980 - Festival di Cannes
  - Candidatura alla Palma d'oro
- 1980 - Chicago International Film Festival
  - Nomination Gold Hugo
- 1981 - Premio César
  - Candidatura per la Miglior attrice a Nathalie Baye